# Manuscrit de Poppleton
Le Manuscrit de Poppleton  est le nom donné à un codex du XIVe siècle compilé vers 1360 à la demande de Robert de Poppleton, un carmélite, originaire du Yorkshire, qui vivait comme prieur ou simple frère au couvent de Hulne, près d'Alnwick dans le Northumberland.
Le manuscrit contient de nombreux travaux ainsi qu'une carte du monde (avec un index), et des œuvres de Paul Orose, Geoffrey de Monmouth et Giraud de Barri. Il se trouve actuellement à la Bibliothèque nationale de France, à Paris sous le nom de Ms Latin 4126.

## Description
Le manuscrit est célèbre car il contient sept documents relatifs à l'Écosse médiévale, dont plusieurs sont les uniques copies existantes de ces documents qui sont considérés comme des sources essentielles. Les six premiers textes au moins ont sans doute été compilés en Écosse au début du XIIIe siècle. Ils comprennent :
1. Le de Situ Albanie : Il apparait comme une introduction aux six textes suivants. Le Manuscrit de Poppleton en contient la seule copie existante.
2. Cronica de origine antiquorum Pictorum (i.e. Chronique des origines des Anciens Pictes), composante de la Chronique Picte : Elle a été largement puisée dans des passages d'œuvres d'auteurs latins antérieurs relatives aux Pictes et aux Scots. Elle comprend notamment des extraits des Etymologiae d'Isidore de Séville et de l'Historia Brittonum de Nennius.
3. Une Liste des rois des Pictes, autre composante de la Chronique Picte : C'est une liste gaélique des rois Pictes qui contient un préambule mythologique absent de nombreuses autres listes de rois des Pictes. Contrairement aux autres liste des rois des Pictes, elle s'arrête brutalement avec l'accession au trône de Cináed mac Ailpín. Ce document semble être originaire d'Abernethy dans le Perth and Kinross car il contient les éléments d'une charte de fondation de ce monastère détaillant les donations qui auraient été faites par le roi Nechtan (†732), qui y est toutefois dénommé « Nectonius magnus filius Uuirp ».
4. La Chronique des Rois d'Alba : C'est une courte chronique des rois d'Alba, depuis l'époque de Cináed mac Ailpín (†858) jusqu'au règne du roi Cináed mac Maíl Coluim († 995). Comme pour le de Situ Albanie, le manuscrit de Poppleton est la seule copie existante.
5. Une liste des rois de Dál Riata et une Liste des monarques d'Écosse : C'est une double liste de rois qui commence avec le légendaire Fergus Mór mac Eirc et se termine avec Guillaume Ier.
6. Une genealogie de Guillaume Ier : Cette généalogie fabuleuse remonte à jusqu'à Adam, via Gaidhel Glas. Il s'agit d'une réminiscence de la traduction d'une généalogie gaélique dans laquelle mac et meic ont été remplacés par filius et filii. Pratiquement tous les noms des ancêtres de David Ier sont déclinés à la forme génitive du moyen irlandais.
7. La légende de la fondation de St Andrews : Elle ne semble pas avoir été compilée par l'auteur du de Situ Albanie au XIIIe siècle.

La valeur du manuscrit a été démontrée dans les publications de William Forbes Skene, d'Alan Orr Anderson et de son épouse Marjorie Ogilvie Anderson. Des douzaines d'articles ont été publiés depuis un demi-siècle sur les différents aspects contenus dans le manuscrit bien que les études du document dans son entier soit demeurées rares.

## Source
- (en) Cet article est partiellement ou en totalité issu de l’article de Wikipédia en anglais intitulé « Poppleton manuscript » (voir la liste des auteurs), édition du 6 juin 2012.